# Friedrich Wilhelm von Kanitz
Friedrich Wilhelm von Kanitz (* 10. Oktober 1656; † 22. Januar 1719) war ein preußischer Wirklicher Geheimer Rat und Oberburggraf.

## Herkunft
Friedrich Wilhelm entstammte dem preußischen Zweig des Adelsgeschlechts von Kanitz. Er war der einzige Sohn des kurbrandenburgischen Obristen und Kommandeurs eines Dragonerregiments im Zweiten Nordischen Krieg, Elias von Kanitz (* 1622; † 1674), der 1663 Podangen bei Wormditt erworben hatte, und der Anna Margarethe, geborene Finck von Finckenstein.

## Leben
Er war im Jahre 1683 kurfürstlich brandenburgischer Kammerjunker und erwarb durch Vertrag von seinem Schwiegervater die Anwartschaft auf die Hauptmannschaft Lötzen. 1694 war er Hauptmann in Tapiau und erwarb mit kurfürstlicher Genehmigung von der Witwe Maria Veronica von Hohendorf, geborene Polenz, das Gut Maulfritzen. Im Jahr darauf bekam er von einer Tante, verehelichte Strackwaldt, das Gut Rosenau bei Allenstein testamentarisch aufgetragen, was der Kurfürst 1697 bestätigte. Noch 1698 musste er sich jedoch mit Gustav Adolf von Strackwaldt wegen Rosenau vergleichen.
Bereits 1701 erbaute er das Herrenhaus in Podangen, das ihm neben Lomp und Gemitten aus väterlichem Erbe gehörte. Ebenfalls vom Vater übernahm er die Pfandherrschaft an Alken und Necteinen. Neben Maulfritzen und Rosenau konnte er auch das Gut Tharau erwerben.
Von Kanitz bekleidete zu Beginn des 18. Jahrhunderts das Amt des Landratsdirektors und Hauptmanns zu Brandenburg, wurde dann aber 1706 zum Wirklichen Geheimen Rat und Obermarschall, im Jahr 1711 zum Oberburggrafen in Preußen ernannt. Bei den beiden letztgenannten Ämtern handelte es sich um aus der Zeit des vormaligen Herzogtums Preußen stammende, in Königsberg angesiedelte Regierungsfunktionen.

## Familie
1683 vermählte er sich in erster Ehe mit Sophia Barbara von Tettau (* 1664; † 1707). Dieser Ehe entstammte neben vier Töchtern als dritter von vier Söhnen Hans Wilhelm von Kanitz (* 1692; † 1775), preußischer Generalleutnant und Inhaber des Infanterieregiments „von Kanitz“ (Nr. 2). Am 16. November 1708 begab er sich mit Christine Auguste von Reventlow (* 1680; † 1741), erneut in den Stand der Ehe. Sie war die Tochter von Henning von Reventlow (* 1640; † 1705) und Margarethe von Rumohr. (* 1638; † 1705). Aus dieser zweiten Ehe gingen neben einer Tochter zwei Söhne hervor, Henning Friedrich. (* 1712; † 1791), der 1778 das Erbe von Mednicken antrat, und Alexander Conrad Ludwig (* 1714; † 1788), über dessen Nachkommen sich die Podanger Linie fortsetzte.